# Erika Weinzierl
Erika Weinzierl (geb. Fischer; * 6. Juni 1925 in Wien; † 28. Oktober 2014 ebenda) war eine österreichische Historikerin, die sich um die österreichische Zeitgeschichtsforschung verdient gemacht hat. Sie leitete das Ludwig-Boltzmann-Institut für Geschichte der Gesellschaftswissenschaften und war ordentliche Universitätsprofessorin an der Universität Salzburg und der Universität Wien. Lange Zeit war sie eine der wenigen Frauen im deutschsprachigen Raum und die einzige in Österreich auf einem Geschichts-Ordinariat. Für ihre wissenschaftliche und zivilgesellschaftliche kritische Auseinandersetzung mit dem Nationalsozialismus wurde sie vielfach ausgezeichnet, langjährig stand sie der Aktion gegen den Antisemitismus in Österreich vor, deren Ehrenpräsidentin sie später wurde.

## Leben
Erika Weinzierl wurde 1925 als Tochter des sozialdemokratisch und humanistisch orientierten Lehrers Otto Fischer (1897–1956), zuletzt Bezirksschulinspektor in Wien, und dessen aus Pola stammenden Lehrergattin Maria (1897–1985), Tochter von Alexander Dini (gest. 1925), zuletzt Oberst in der k.k. Landwehr, in Wien geboren. Die Eltern Weinzierls trennten sich in ihrer späten Kindheit. Mutter und Vater waren aufgrund ihrer Sozialisation gegenüber dem Nationalsozialismus immunisiert; ihr Vater konnte allerdings nach dem Österreichischen Bürgerkrieg (1934) keine Karriere mehr machen.
Erika wuchs in Wien auf und besuchte die Volksschule im 6. Wiener Gemeindebezirk (Mariahilf). Während der Schulzeit im 1938 „angeschlossenen“ Österreich war sie trotz der gesellschaftlichen Verhältnisse mit Gleichaltrigen jüdischer Herkunft (sogenannte „jüdische Mischlinge“) befreundet gewesen. Nach der vorgezogenen Matura im Februar 1943 am damals einzigen humanistischen Mädchengymnasium (in der Rahlgasse) in Wien-Mariahilf, das bis zur Emigration von der Altphilologin Gertrud Herzog-Hauser geleitet worden war, wurde sie durch die Nationalsozialisten für ca. anderthalb Jahre zum Reichsarbeitsdienst herangezogen: Diesen absolvierte sie als Bauernmagd auf einem Bauernhof im niederösterreichischen Waldviertel, als Straßenbahnschaffnerin in Wien, als Hilfskrankenschwester im Reservelazarett II im damaligen Hotel Münchner Hof (bereits als Studentin) und als Hilfsarbeiterin in einem Rüstungsbetrieb im Arsenal im 3. Wiener Gemeindebezirk (Landstraße).
Im Sommersemester 1944 inskribierte sie sich auf Wunsch des Vaters für ein Medizinstudium an der Medizinischen Fakultät. Noch in der Zeit des Nationalsozialismus gehörte sie in der inoffiziellen Katholischen Studentenseelsorge (Vorgängerin der Katholischen Hochschulgemeinde) – wie auch Kurt Schubert, Wilhelm F. Czerny, Kurt Skalnik und Hans Tuppy sowie Otto Mauer, ein weiterer Orientierungspunkt – dem Kreis um den Priester Karl Strobl an, der sich im Widerstand befand. Gegen Ende des Krieges verbreitete sie nach eigenen Angaben unwissentlich Nachrichten (im Sinne) der bürgerlich-konservativen Widerstandsgruppe O5.
Nachdem sie sich auf Anraten Czernys im Vorfeld Vorlesungen verschiedener Geisteswissenschaften angehört hatte, begann sie 1945 ein Studium der Geschichte und Kunstgeschichte an der Philosophischen Fakultät der Universität Wien. Sie hörte u. a. bei Victor Kraft, Alois Dempf, Alfons Lhotsky und Leo Santifaller. Neben dem Studium, das sie 1948 abschloss, engagierte sie sich in der Katholischen Hochschuljugend Österreichs und der Hochschülerschaft (ÖH) in der konservativen Freien Österreichischen Studentenschaft (FÖST). Dort lernte sie auch ihren späteren Mann kennen. Von 1946 bis 1948 absolvierte sie neben ihrem Studium als außerordentliches Mitglied den zeitaufwändigen, aber für den Archivdienst notwendigen, 44. Lehrgang des Wiener Instituts für Österreichische Geschichtsforschung (IÖG), den sie im Sommer 1948 mit der Staatsprüfung abschloss. Die Prüfungsarbeit über das Millstätter Urkundenbuch erfolgte bei dem Mediävisten und Archivar Leo Santifaller. Ende 1948 wurde sie bei Santifaller über die Geschichte des Benediktinerklosters Millstatt in Kärnten zur Dr. phil. promoviert. Das Werk ging 1951 beim Verlag des Geschichtsvereines für Kärnten in den Druck.
In den Jahren 1948 (vor der Promotion) bis 1964 war sie als Archivarin im Bundesdienst (Maturantenstelle) am unter der Generaldirektion von Leo Santifaller und später Gebhard Rath stehenden Haus-, Hof- und Staatsarchiv (HHStA) in Wien tätig, dort verantwortlich für Urkunden, Ausstellungen und die Redaktion der Mitteilungen des Österreichischen Staatsarchivs (MÖSTA). Sie habilitierte sich – sie nutzte die Nachmittage im Archiv – 1961 bei Alfons Lhotsky, der eine Professur für österreichische Geschichte bekleidete, an der Philosophischen Fakultät der Universität Wien mit einer Arbeit über Die österreichischen Konkordate von 1855 und 1933 und wurde alsbald Universitätsdozentin für österreichische Geschichte und Kirchengeschichte der Neuzeit.
Als Wochenendpendlerin zwischen Wien und Salzburg wurde sie im Jahre 1964 nach Salzburg an das Institut für kirchliche Zeitgeschichte des damals von dem Benediktinerpater Thomas Michels geleiteten Internationalen Forschungszentrums (ifz) berufen, in dessen Vorstand sie bis 1992 blieb. Daneben wurde sie nach der Umhabilitation ab 1967 außerordentliche Universitätsprofessorin und ab 1969 ordentliche Universitätsprofessorin für österreichische Geschichte mit besonderer Berücksichtigung der Zeitgeschichte an der Philosophischen Fakultät der in den 1960er Jahren wiedergegründeten Universität Salzburg. Salzburg war damals nach Wien (Ludwig Jedlicka) und Linz (Karl R. Stadler) drittwichtigster österreichischer Standort des Fachs Zeitgeschichte. Ihre aufsehenerregende Antrittsvorlesung am 11. Juni 1968 befasste sich mit den Beziehungen zwischen Wissenschaft und Politik vor allem in der Zeit der Ersten Republik. Als Salzburger Professorin war sie bis 1970 eine von nur vier Frauen, die an deutschsprachigen Universitäten eine ordentliche Geschichtsprofessur innehatten. Weit länger war sie die einzige Ordinaria auf diesem Gebiet in Österreich. Weinzierls Nachfolger in Salzburg wurde ihr ehemaliger Assistent Ernst Hanisch.
Weinzierl gründete 1973 die Zeitschrift Zeitgeschichte mit Beiträgen zu Österreich im 20. Jahrhundert in Salzburg. Ihr erstes Editorial hieß „Zeitgeschichte – Das Programm einer Zeitschrift“. Anlässlich des 20-jährigen Jubiläums wurde ein Beitrag zu Rückblick und Vorschau auf diese Zeitschrift von ihr publiziert. Sie war Ehrenpräsidentin des Vereins zur wissenschaftlichen Aufarbeitung der Zeitgeschichte.
Ab 1977 leitete Weinzierl das von ihr mitbegründete Ludwig-Boltzmann-Institut für Geschichte der Gesellschaftswissenschaften in Salzburg, zuletzt gemeinsam mit Siegfried Mattl und Oliver Rathkolb. Dort förderte sie die geschichtswissenschaftlichen Arbeiten Wolfgang Hubers zur Psychoanalyse und Psychologie. Gemeinsam mit Christian Broda (SPÖ), Justizminister, etablierte sie die zunächst von Karl R. Stadler und Rudolf G. Ardelt, später durch Oliver Rathkolb und Siegfried Mattl miteditierte Reihe Justiz und Zeitgeschichte (Verlag Jugend & Volk). 1979 wurde das Institut (seit 1991 für Geschichte und Gesellschaft) nach Wien verlegt.
Von 1979 bis zu ihrer Emeritierung im Jahr 1995 war sie als Nachfolgerin von Ludwig Jedlicka, dem 1977 verstorbenen Begründer der wissenschaftlichen Zeitgeschichtsforschung in Österreich, ordentliche Universitätsprofessorin für Neuere Geschichte mit besonderer Berücksichtigung der Neuesten Geschichte am Institut für Zeitgeschichte der Universität Wien, deren Vorstand sie angehörte. Im Berufungsverfahren setzte sie sich u. a. gegen den deutschen Historiker Hans Mommsen durch. Ihr Lehrstuhlnachfolger (1997) wurde der in Linz durch Karl Stadler geprägte Gerhard Botz.
Zu ihren akademischen Schülern in Salzburg und Wien gehörten u. a. Gabriele Anderl, Erna M. Appelt, Rudolf G. Ardelt, Peter Autengruber, Brigitte Bailer, Gertrude Burcel, Bernhard Denscher, Günter Fellner, Florian Freund, Adolf Gaisbauer, Winfried Garscha, Eduard Gugenberger, Ernst Hanisch, Gottfried Köfner, Siegfried Mattl, Brigitte Mazohl, Finbarr McLoughlin, Klaus-Dieter Mulley, Rudolf Müllner, Norbert Nemec, Marcus G. Patka, Béla Rásky, Oliver Rathkolb, Robert Rill, Roman Schweidlenka, Irene Schöffmann, Robert Streibel, Paul Tesarek, Erika Thurner, Sandra Wiesinger-Stock und Christine Wiesmüller.

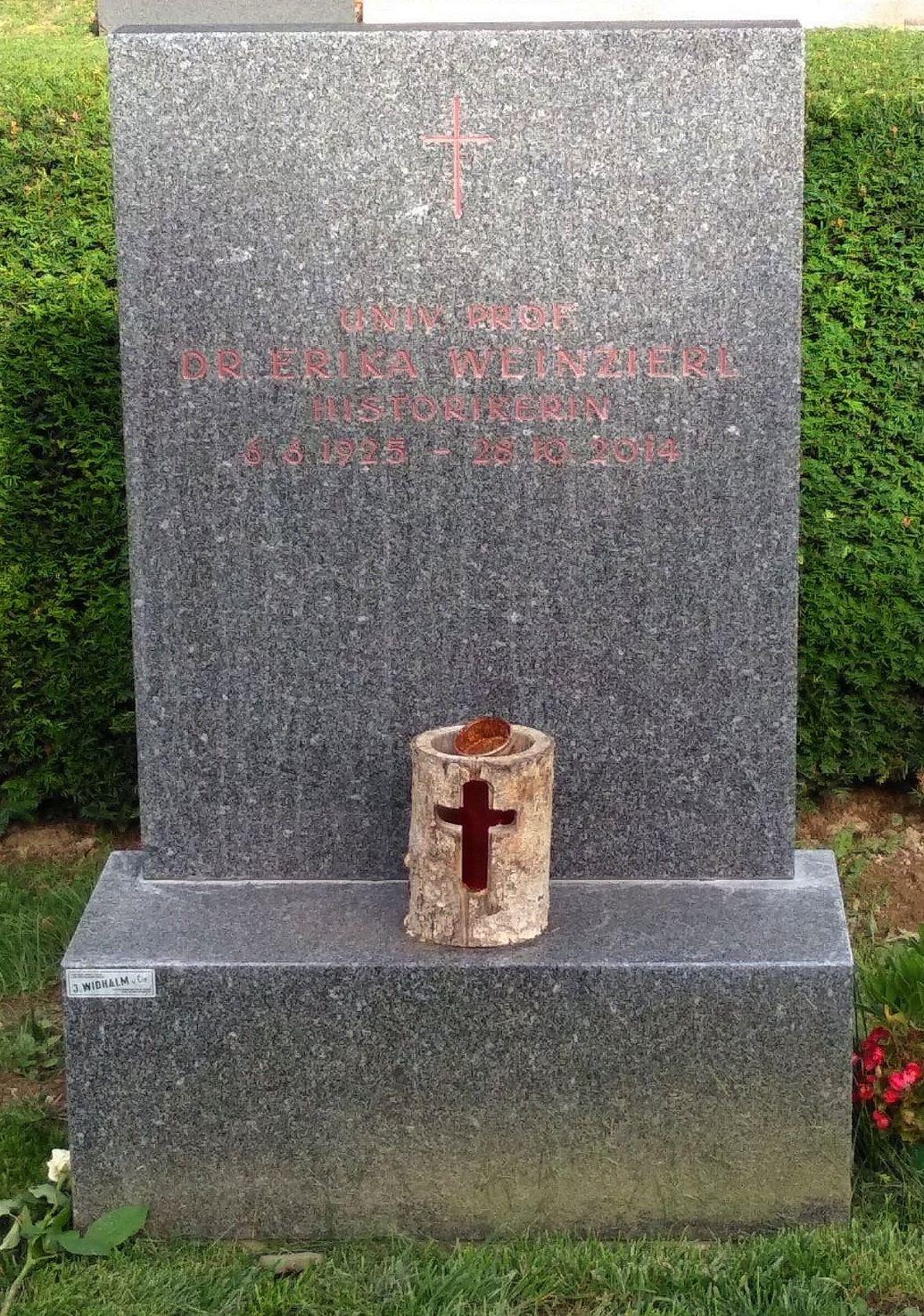
Ehrengrab von Erika Weinzierl

Zeitlebens freundschaftlich mit Herbert Steiner, Gründer des Dokumentationsarchivs des österreichischen Widerstandes (DÖW), verbunden, arbeitete sie 1998 an der DÖW-Ausstellung 1938. NS-Herrschaft in Österreich mit.
1948 heiratete sie den Experimentalphysiker Peter Weinzierl (1923–1996), nachmaliger ordentlicher Universitätsprofessor für Physik an der Universität Wien und Sohn des Ministerialrats Moriz Weinzierl. Ihre Söhne sind der Historiker Michael Weinzierl (1950–2002), außerordentlicher Universitätsprofessor für Neuere Geschichte, und der Germanist und Feuilletonredakteur Ulrich Weinzierl (1954–2023). Am 28. Oktober 2014 verstarb Erika Weinzierl 89-jährig in Wien. Sie wurde am 10. November 2014 unter Anwesenheit von Bundespräsident Heinz Fischer am Wiener Zentralfriedhof in einem Ehrengrab der Stadt Wien beigesetzt.

## Wissenschaftliches Werk
Weinzierl galt in Wissenschaft und Medien als „Mutter Courage“ (Ernst Hanisch 1985) oder auch „Grande Dame“ bzw. „Doyenne“ der österreichischen Zeitgeschichtsforschung.
Ihre zentralen Forschungsthemen waren u. a. Katholizismus (Kirchengeschichte) und Antisemitismus, aber auch Widerstand gegen den Nationalsozialismus, Exil- und Emigrationsforschung sowie historische Frauenforschung. In der Öffentlichkeit wurden vor allem ihre Forschungen zur österreichischen Zeitgeschichte beachtet, etwa über die Rolle der römisch-katholischen Kirche während der Zeit des Nationalsozialismus. Ihre Habilitationsschrift Die österreichischen Konkordate von 1855 und 1933 (1960) wurde zu einem Standardwerk und ebnete ihren späteren Erfolg. Ein besonderer Schwerpunkt ihrer Forschung wurde das Verhältnis der Österreicher zu den Juden, das einer ihrer wichtigsten Buchtitel als Zu wenig Gerechte (1969) kennzeichnete.

## Gesellschaftspolitisches Wirken
Auch abseits ihrer universitären Laufbahn war Weinzierl gesellschaftspolitisch engagiert. Als Pazifistin lehnte sie die atomare Rüstung im Kalten Krieg ab, trat für eine humane Asyl- und Migrationspolitik ein und drängte schon früh auf eine umfassende und tabulose Auseinandersetzung mit der nationalsozialistischen Geschichte Österreichs.
Weinzierl war im katholischen Milieu fest verankert und galt als „liberal-katholisch“ orientiert (Ernst Hanisch), wobei sie sich selbst einst als „Linkskatholikin“ bezeichnete. Sie war ca. 30 Jahre lang eher passives Mitglied der ÖVP bzw. Mitglied des Österreichischen Arbeitnehmerinnen- und Arbeitnehmerbundes und zeitweise Vizepräsidentin des Katholischen Akademikerverbandes in der Katholischen Aktion. Seit den 1960er Jahren setzte sie sich für einen Dialog zwischen Katholiken und der SPÖ ein. In der Kreisky-Peter-Wiesenthal-Affäre Mitte der 1970er-Jahre kritisierte sie das Verhalten von Bundeskanzler Bruno Kreisky (SPÖ) gegenüber Simon Wiesenthal. Die international geachtete Wissenschaftlerin und gesellschaftspolitisch engagierte Demokratin wurde in den 1980er Jahren zu einem Feindbild deutschnationaler Kreise. Sie übte Kritik an Jörg Haider, Bundesparteiobmann der FPÖ, dem u. a. vorgehalten wurde, den Nationalsozialismus zu verharmlosen. Öffentlich trat sie u. a. 1993 bei der Großdemonstration Lichtermeer gegen das Österreich-zuerst-Volksbegehren am Heldenplatz auf. Wie auch andere prominente Wissenschaftler wurde sie aufgrund ihrer Arbeit von der Haider-FPÖ wiederholt in diffamierender und propagandistischer Weise „attackiert“. Aus der ÖVP trat sie 1995 aus: Anlass dafür war, wie sie erklärte, die Annäherung von Bundesparteiobmann Wolfgang Schüssel (ÖVP) an die Haider-FPÖ (siehe Bundesregierung Schüssel I).
In einem online erschienenen Nachruf attestierte ihr der Historiker Wolfgang Neugebauer einen „österreichischen Patriotismus“, der „auf positiven Traditionen der österreichischen Geschichte […] und auf der Inklusion religiöser und ethnischer Minderheiten basierte und untrennbar mit dem Bekenntnis zu Demokratie und Menschenrechten verbunden war“.

## Mitgliedschaften
Weinzierl war (Ehren-)Mitglied zahlreicher wissenschaftlicher und zivilgesellschaftlicher Organisationen: Sie war langjährige Präsidentin (ab 1973) und später Ehrenpräsidentin (ab 1992) der Aktion gegen den Antisemitismus, Vizepräsidentin der Sigmund-Freud-Gesellschaft, wissenschaftliches Beiratsmitglied und Mitglied des Ehrenkomitees, des Instituts Wiener Kreis, Mitglied im Vorstand des Kuratoriums des Bruno-Kreisky-Archivs, Gründungsmitglied der Kommission für Neuere Geschichte Österreichs (ab 1978 Vertreterin der Zeitgeschichte) Kuratoriumsmitglied des Nationalfonds der Republik Österreich für Opfer des Nationalsozialismus, Mitglied der Kommission Justitia et Pax der Österreichischen Bischofskonferenz, Vorsitzende der Österreichischen Gesellschaft für Zeitgeschichte, Beiratsmitglied der Topographie des Terrors in Berlin, Beiratsmitglied des Jüdischen Museums Wien, Beiratsmitglied der Österreichisch-Israelischen Gesellschaft, Mitbegründerin und später Ehrenpräsidentin, der Österreichischen Gesellschaft für Exilforschung, Ehrenmitglied der Theodor Kramer Gesellschaft Beiratsvorsitzende der Stiftung Volkstheater, Mitglied des Vereins Dokumentationsarchiv des österreichischen Widerstandes, Kuratoriumsmitglied des Mauthausen Komitees Österreich, Mitbegründerin der Gesellschaft für politische Aufklärung, Mitglied der Unabhängigen Historikerkommission Liechtenstein Zweiter Weltkrieg (2001–2005), Vorstandsvorsitzende des Demokratiezentrums Wien und Vorstandsmitglied von AMCHA (Komitee zur Förderung der psychosozialen Betreuung von Überlebenden und Angehörigen des Holocaust), Mitglied des wissenschaftlichen Beirats von Der Donauraum. Zeitschrift des Instituts für den Donauraum und Mitteleuropa sowie Jury-Mitglied für den Bruno-Kreisky-Preis für Verdienste um die Menschenrechte.

## Auszeichnungen
Weinzierl erhielt u. a. folgende Auszeichnungen:
- 1952 Päpstliche Verdienstmedaille Benemerenti[30]
- 1979 Premio Adelaide Ristori des Centro Culturale Italiano in Rom[30]
- 1985 Österreichisches Ehrenkreuz für Wissenschaft und Kunst I. Klasse
- 1985 Silbernes Ehrenzeichen des Landes Salzburg
- 1985 Ehrenmedaille der Bundeshauptstadt Wien in Gold
- 1988 Österreichischer Staatspreis für Kulturpublizistik
- 1992 Dr.-Hertha-Firnberg-Staatspreis für besondere Leistungen im Bereich Wissenschaft und Forschung
- 1994 Preis der Stadt Wien für Geisteswissenschaften
- 1995 Bruno-Kreisky-Preis für das politische Buch des Dr.-Karl-Renner-Instituts (für ihr Gesamtwerk)
- 1996 Joseph-Samuel-Bloch-Medaille der Aktion gegen den Antisemitismus in Österreich
- 1998 Wilhelm-Hartel-Preis der Österreichischen Akademie der Wissenschaften
- 1999 Goldenes Doktorat der GWF der Universität Wien
- 2000 Preis der Stadt Wien für Volksbildung
- 2000 Großes Silbernes Ehrenzeichen für Verdienste um die Republik Österreich[31]
- 2002 Ehrenring der Stadt Wien[5][32] (für ihr Engagements bei der Bekämpfung des Antisemitismus)
- 2003 Donauland Sachbuchpreis Danubius der Buchgemeinschaft Donauland und des ORF (für ihr Lebenswerk)
- 2006 Wiener E. Chargaff Preis der Forschungsstelle für Ethik und Wissenschaft im Dialog
- 2008 Ehrenpreis des Presseclubs Concordia (für ihr Lebenswerk, insbesondere für ihren Kampf gegen den Antisemitismus)
- 2010 Frauen-Lebenswerk-Preis des Bundesministerins für Frauen und Öffentlichen Dienst

## Weitere Würdigung
Nach ihr wurde im Jahr 2002 der von ihr etablierte Erika Weinzierl Preis benannt, welcher alle zwei Jahre für Abschlussarbeiten aus dem Bereich der Frauen- und Geschlechterforschung an der Universität Salzburg verliehen wird.
Angesichts ihrer Leistung trägt seit Juni 2016 ein Lehrsaal der Universität Wien ihren Namen. Im Oktober 2022 wurde der Platz vor der Mariahilfer Kirche nach ihr Erika-Weinzierl-Platz benannt.

## Werke (Auswahl)
Erika Weinzierl zeichnete Mitverantwortung für ca. 700 Titel. Sie war Autorin von Büchern und zahlreichen Artikeln und Beiträgen sowie Herausgeberin bzw. Mitherausgeberin von dreißig Büchern, der Monats- bzw. Zweimonatszeitschrift zeitgeschichte (ab 1973) sowie der Reihen Veröffentlichungen und Publikationen des Instituts für Kirchliche Zeitgeschichte, Veröffentlichungen des Historischen Instituts der Universität Salzburg, Veröffentlichungen des Ludwig‐Boltzmann‐Instituts für Geschichte der Gesellschaftswissenschaften (mit Wolfgang Huber) und Materialien zur Zeitgeschichte (mit Rudolf G. Ardelt und Karl Stuhlpfarrer).
- Geschichte des Benediktinerklosters Millstatt in Kärnten (= Archiv für vaterländische Geschichte und Topographie, Band 33). Verlag des Geschichtsvereines für Kärnten, Klagenfurt 1951 (= zugl. Dissertation, Universität Wien, 1948; teilweise in Mittelhochdeutsch und Latein).
- Die österreichischen Konkordate von 1855 und 1933. Verlag für Geschichte und Politik, Wien 1960 (= zugl. Habilitationsschrift, Universität Wien, 1960) (Oldenbourg, München 1960).
- (in Zusammenarbeit mit Peter Hofrichter): Österreich, Zeitgeschichte in Bildern, 1918–1968. Tyrolia, Innsbruck u. a. 1968. (2. ergänzte Auflage, 1975, ISBN 3-7022-1212-4).
- Zu wenig Gerechte. Österreicher und Judenverfolgung 1938–1945. Styria, Graz u. a. 1969 (4. erweiterte Auflage, 1997, ISBN 3-222-12502-3).
- Emanzipiert?. Österreichische Frauen im 20. Jahrhundert. Jugend und Volk, Wien u. a. 1975, ISBN 3-8113-7418-4.
- (mit Kurt Skalnik): Österreich 1918–38. Geschichte der 1. Republik. 2 Bände, Styria, Granz u. a. 1983, ISBN 3-222-11456-0.
- Ecclesia semper reformanda. Beiträge zur österreichischen Kirchengeschichte im 19. und 20. Jahrhundert. Geyer, Wien 1985.
- (hrsg. mit Anton Pelinka): Das grosse Tabu. Österreichs Umgang mit seiner Vergangenheit. Verlag der Österreichischen Staatsdruckerei, Wien 1987, ISBN 3-7046-0067-9. (2. Auflage, Verlag Österreich, 1997, ISBN 3-7046-1094-1)
- (unter Mitwirkung von Ursula Schulmeister): Prüfstand. Österreichs Katholiken und der Nationalsozialismus. Verlag St. Gabriel, Mödling 1988, ISBN 3-85264-316-3.
- (hrsg. mit Otto Kulka; in Zusammenarbeit mit Gabriele Anderl u. a.): Vertreibung und Neubeginn. Israelische Bürger österreichischer Herkunft. Mit einem Vorwort von Ernst L. Ehrlich, Böhlau, Wien 1992, ISBN 3-205-05561-6.
- (hrsg. mit Oliver Rathkolb, Siegfried Mattl): Justiz und Fremdenfeindlichkeit [Symposion Justiz und Zeitgeschichte, 23. und 24. Oktober 1997 in Wien] (= Veröffentlichungen des Ludwig-Boltzmann-Instituts für Geschichte und Gesellschaft, Cluster Geschichte. Bd. 29). Studien-Verlag, Innsbruck u. a. 1999, ISBN 3-7065-1401-X.
- (hrsg. mit Sandra Wiesinger-Stock, Konstantin Kaiser): Vom Weggehen. Zum Exil von Kunst und Wissenschaft (= Exilforschung heute. Bd. 1). Mandelbaum-Verlag, Wien 2006, ISBN 3-85476-182-1.

Gespräche / Berichte:
- April 1945. In: Franz Danimann, Hugo Pepper (Hrsg.): Österreich im April '45. Die ersten Schritte der 2. Republik. Europaverlag, Wien u. a. 1985, ISBN 3-203-50874-5, S. 272 ff.
- „Mir ging es immer um die Menschen“ (Gespräch mit Hubert Christian Ehalt). In: Katja Sindemann, Toni Badinger (Red.): Gespräche zur Zeit (= Wiener Vorlesungen. Bd. 1). WUV Universitätsverlag, Wien 1996, ISBN 3-85114-302-7, S. 176 ff.
- Manfred Jochum: Kritische Chronistin Österreichs. Die Zeithistorikerin Erika Weinzierl. In: Bernhard Pelzl (Hrsg.): Offene Horizonte. Verlag Der Apfel, Wien 1997, ISBN 3-85450-073-4, S. 159 ff.
- Wirklich engagiert habe ich mich permanent gegen den Antisemitismus. In: Elisabeth Welzig: Leben und überleben. Frauen erzählen vom 20. Jahrhundert. Mit Fotografien von Wolfgang Zajc, Böhlau, Wien u. a. 2006, ISBN 978-3-205-77336-8, S. 277 ff.

## Filme
- Erika Weinzierl – Ein Porträt. Film von Peter Grundei und Ronald P. Vaughan [zum 85. Geburtstag]. ORF, Österreich 2010.